# Сам II
Сам или Сам II Теосебий Дикей, также известен как Самус (др.-греч. Σάμος Θεοσεβής Δίκαιος (ум. 109 до н. э.) — второй царь Коммагены. Будучи армянского происхождения, был сыном Птолемея Коммагенского.

## Правление
Сам стал царём в 130 году до н. э., когда умер его отец. В своё правление он приказал возвести крепость в столице страны — Самосате. Скончался Сам в 109 году до н. э., его наследником стал единственный сын от брака с понтийской принцессой Пифодоридой Митридат I Калинник.